# 豆 (器皿)

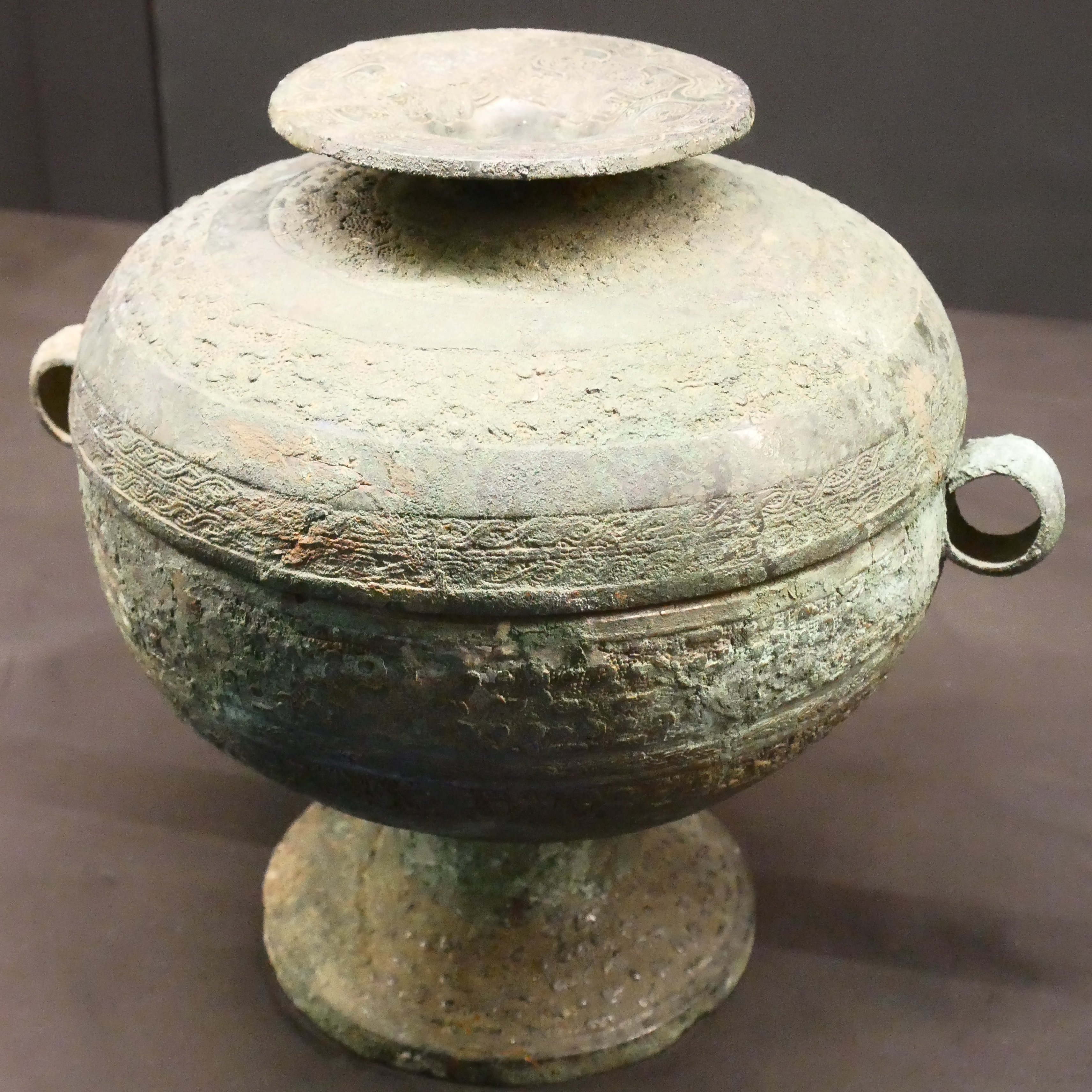
山彪1號墓（河南省新鄉市衛輝市唐莊鎮山彪村）出土有蓋豆。通體以蟠虺紋與繩紋為飾，器蓋捉手中心裝飾渦紋，周圍有四夔龍紋。

豆是中国先秦时期的食器和礼器。大汶口遗址已有陶豆出土，流行春秋战国时期，开始时用于盛放黍、稷等谷物，后用于盛放腌菜、肉酱等调味品。

## 形态
豆形似高足盘，上部圆盘形，有柄，圈足。商朝、西周时豆多腹浅，柄粗，没有耳、盖。春秋战国时豆的形状多样化，上有盖，出现方形豆，盘有浅、深之分，柄有长、短之别，还有附耳、环耳等各种形状。

## 图集

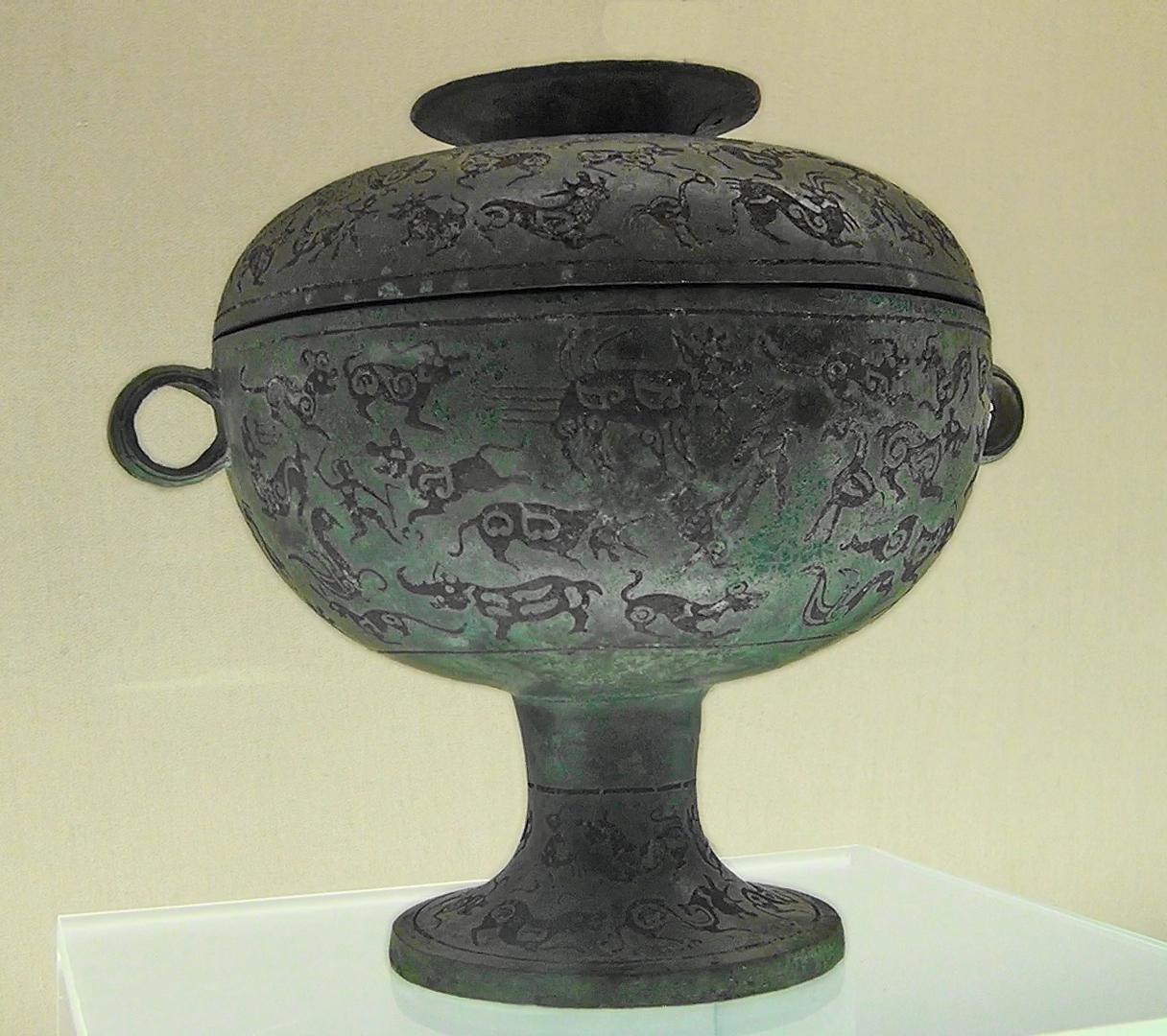
春秋晚期的镶嵌狩猎纹豆，藏于上海博物馆
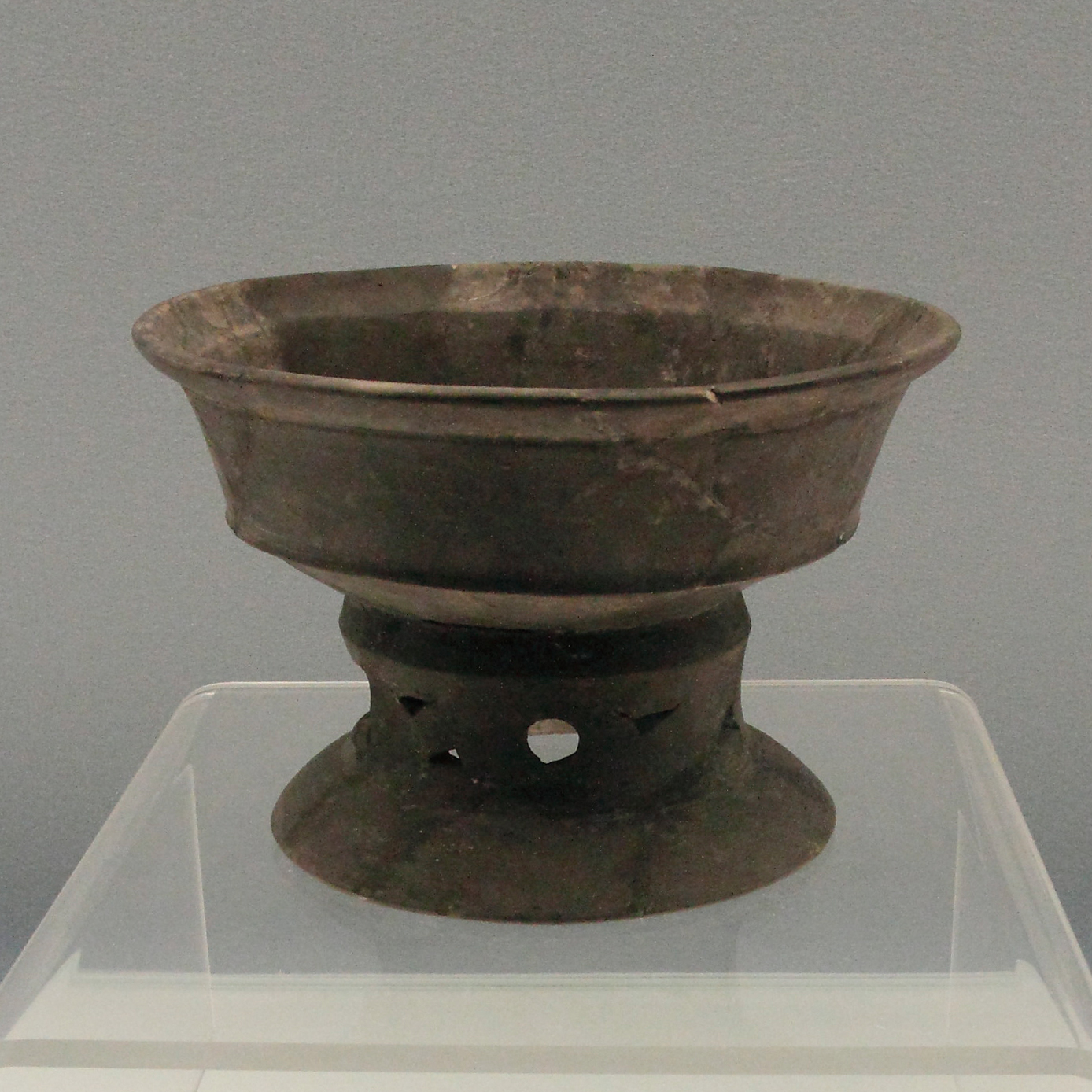
泽遗址出土黑陶刻纹豆，藏于上海博物馆
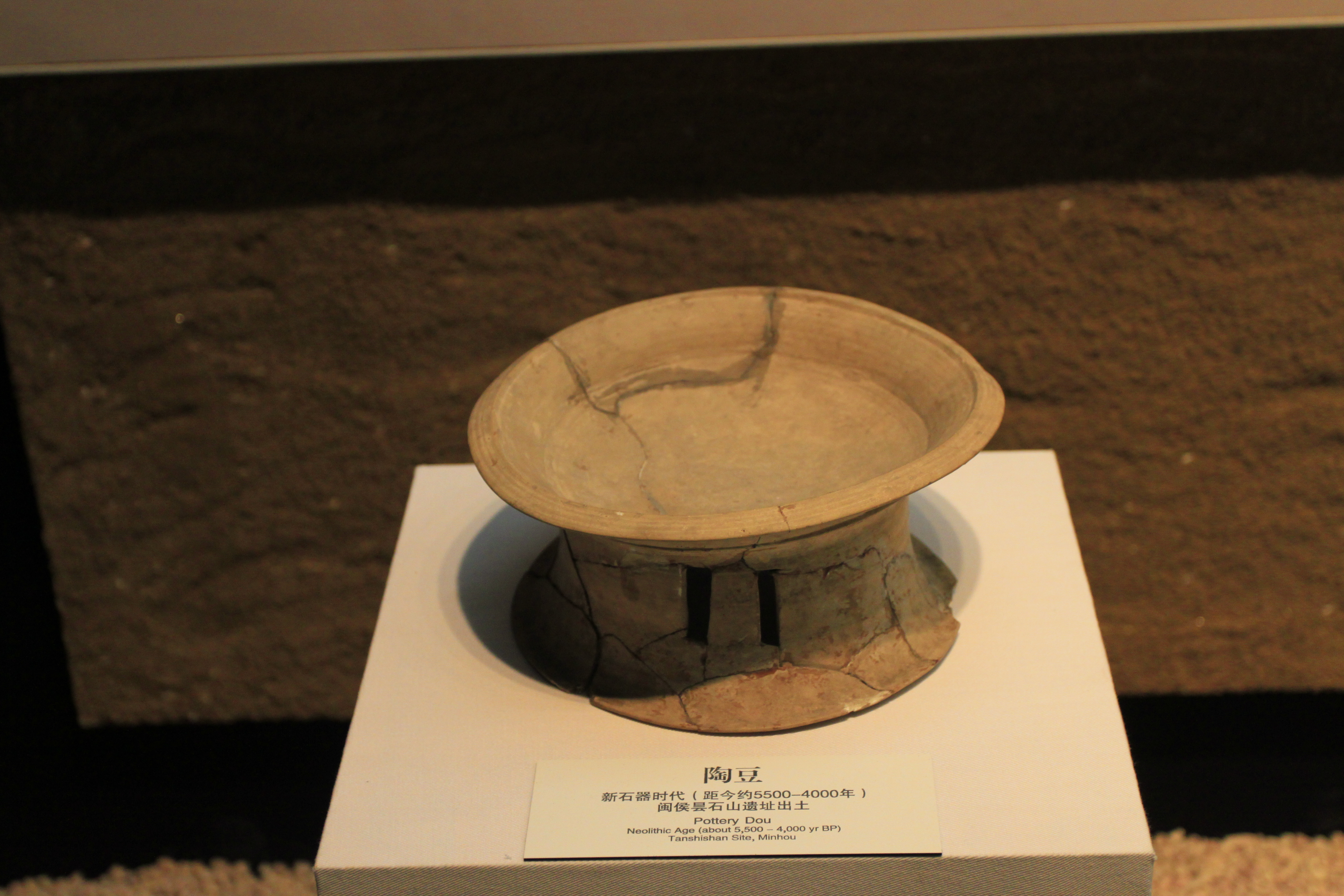
昙石山遗址出土陶豆，藏于福建博物院
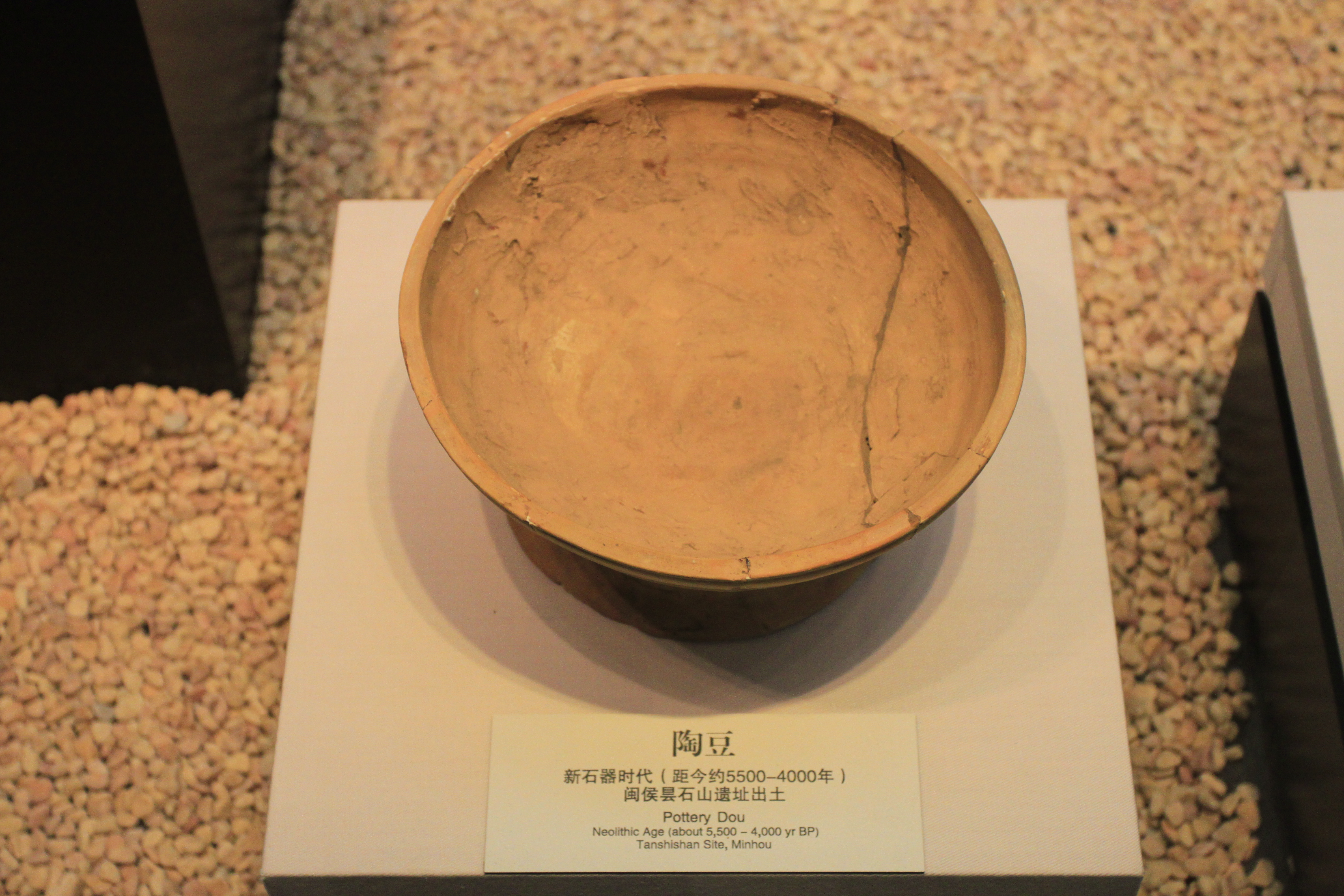
昙石山遗址出土陶豆，藏于福建博物院